# Röd murarvägstekel
Röd murarvägstekel (Auplopus albifrons) är en stekelart som först beskrevs av Johan Wilhelm Dalman 1823.  Röd murarvägstekel ingår i släktet murarvägsteklar, och familjen vägsteklar. Enligt den finländska rödlistan är arten starkt hotad i Finland. Arten är reproducerande i Sverige. Artens livsmiljö är skogar.